# Le Dit du cœur humain
Pour plus de détails, voir Fiche technique et Distribution.
Le Dit du cœur humain (en russe : Повесть о человеческом сердце, Povest o chelovecheskom serdtse) est un film dramatique soviétique en deux épisodes réalisé par Daniil Khrabrovitski et produit par les studios Mosfilm, sorti en 1974,.

## Fiche technique
- Titre : Le Dit du cœur humain
- Titre original : (Повесть о человеческом сердце) (Povest o chelovecheskom serdtse)
- Réalisation : Daniil Khrabrovitski
- Scénario : Daniil Khrabrovitski
- Photographie : Anatoli Moukassev (ru)
- Direction artistique : Youri Kladienko (ru)
- Compositeur : Aleksandre Zatsepine
- Textes de poèmes : Veronika Touchnova (ru)
- Musique : Orchestre symphonique d'État de l'URSS pour l'art cinématographique
- Chef d'orchestre : Emin Khatchatourian
- Production : Mosfilm
- Genre : drame
- Pays d'origine : URSS
- Format : 1.85:1 - couleurs - Mono
- Durée : 140 minutes
- Langue : russe
- Sortie : 1974

## Distribution
- Andreï Popov : Dr Sergueï Krymov
- Elena Kozelkova (ru) : Maïa Olkhina, la patiente de Krymov
- Kirill Lavrov : Oleg, le mari de Maïa
- Efim Kopelian : Nikolaï Bourtsev, le recteur
- Alexandre Zbrouïev : Evgueni Tchoumakov, l'interne
- Piotr Veliaminov : Ivan Andreïevitch, le fonctionnaire
- Vladislav Strzhelchik : Ilya Kapitonovitch, le chirurgien
- Viktor Khokhriakov : Steklov, le chirurgien
- Lioubov Sokolova : Lioubov, la secretaire de Bourtsev
- Viatcheslav Tikhonov : narrateur
- Anttonina Pilious (ru) : épisode